# Huss (TV-serie)
Huss är en svensk TV-serie från 2021, skapad av Jörgen Bergmark. Serien är baserad på Helene Turstens böcker om kriminalinspektören Irene Huss och är en uppföljare till de 12 filmerna från 2007 och 2011. Första säsongen av serien är uppdelad i fem långfilmer, med den första filmen som hade premiär på streamingtjänsten Viaplay den 19 mars 2021.

## Handling
Serien handlar om Katarina Huss, kriminalinspektör Irene Huss dotter, som är ny som polis och måste lära sig hur den hårda vardagen ser ut på Göteborgs gator. Samtidigt misstänker Huss att hennes kollegor döljer något, och samtidigt dras hon snabbt in i en härva av korruption och svek.

## Rollista (i urval)
| - Karin Franz Körlof – Katarina Huss - Kardo Razzazi – Darius Kiari - Anders Berg – Johan Jansson - Filip Berg – Robert Björkemyr - Kajsa Ernst – Irene Huss - Krister Kern – Gustav Gradin - Mikael Nevalainen – Kenny | - Victor Ståhl Segerhagen – Paul Kieri - Nikolai Shervin – Hassan - Tove Wiréen – Mia Modin - Lars G. Svensson – Utredare - Susanna Helldén – Utredare - Robin Stegmar – Ulf Hagel - Hanna Ullerstam – Lydia |